# Kroniek van het Atlantisch orkaanseizoen 2006
Hier volgt de kroniek van het Atlantisch orkaanseizoen 2006. Deze pagina behoort bij het artikel over het Atlantisch orkaanseizoen 2006.

## Kroniek van het seizoen 2006
Alle promoties, het bereiken van de derde en de vijfde categorie en overschrijdingen van de basisgrenzen zijn vet gedrukt. Alle tijden staan aangegeven in UTC vermeld, een tijd, die nagenoeg gelijk is aan het bekendere Greenwich Mean Time. Soms kan de datum, vanwege het tijdsverschil één dag verschillen van de datum volgens de plaatselijke tijd. 

### Januari
1 januari
- 00h00 UTC Tropische storm Zeta is nog steeds actief als het jaar 2006 begint.

5 januari
- 09h00 UTC Zeta degradeert tot tropische depressie.
- 15h00 UTC Tropische depressie Zeta promoveert opnieuw tot tropische storm Zeta.

6 januari
- 15h00 UTC Zeta degradeert opnieuw tot tropische depressie.
- 21h00 UTC Het National Hurricane Center te Miami staakt het uitgeven van waarschuwingen betreffende tropische depressie Zeta, hiermee eindigt het Atlantisch orkaanseizoen 2005

### Juni
1 juni
- 00h00 UTC Officieel begin van het Atlantisch orkaanseizoen 2006.

10 juni
- 13h00 UTC Boven het uiterste noordwesten van de Caribische Zee ontstaat tropische depressie 1.

11 juni
- 12h00 UTC Tropische depressie 1 promoveert tot tropische storm Alberto.

13 juni
- 16h50 UTC Tropische storm Alberto landt nabij Adams Beach, 80 km ten zuidoosten van Tallahassee, Florida.

14 juni
- 09h00 UTC Tropische storm Alberto degradeert tot tropische depressie.
- 15h00 UTC Tropische depressie Alberto verliest zijn tropische kenmerken en National Hurricane Center te Miami staakt het uitgeven van waarschuwingen betreffende Alberto.

### Juli
17 juli
- 6h00 UTC Op ongeveer 390km ten zuidoosten van Nantucket Eiland ontstaat een tropische depressie. Het bestaan van de tropische cycloon wordt pas in de analyse na afloop van het seizoen erkend. De tropische cycloon kreeg derhalve geen naam of nummer en er werden geen waarschuwingen of beschouwingen voor het systeem uitgegeven.
- 6h00 UTC De tropische depressie zonder nummer promoveert tot tropische storm zonder naam.

18 juli
- 12h00 UTC De tropische storm zonder naam degenereert tot resterend lagedrukgebied.
- 12h00 UTC Ten zuidoosten van de kust van North Carolina ontstaat tropische depressie 2.
- 21h00 UTC Tropische depressie 2 promoveert tot tropische storm Beryl

21 juli
- 09h00 UTC Tropische storm Beryl landt op het eiland Nantucket in Massachusetts.
- 15h00 UTC Tropische storm Beryl is bezig aan een transformatie tot extratropische storm en National Hurricane Center te Miami staakt het uitgeven van waarschuwingen betreffende Beryl.

### Augustus
1 augustus
- 03h00 UTC Op 260 km ten oostzuidoosten van Antigua ontstaat tropische depressie 3.
- 09h00 UTC Tropische depressie 3 promoveert tot tropische storm Chris.

4 augustus
- 12h00 UTC Tropische storm Chris degenereert tot tropische depressie.

5 augustus
- 09h00 UTC Tropische depressie Chris degenereert tot een breed lagedrukgebied zonder convectie. Het National Hurricane Center staakt zijn waarschuwingen betreffende Chris, onder voorbehoud, dat hij niet regenereert.

21 augustus
- 21h00 UTC Op 400 km ten zuidoosten van de zuidelijkste van de archipel Kaapverdië ontstaat tropische depressie 4.

23 augustus
- 03h00 UTC Tropische depressie 4 promoveert tot tropische storm Debby.

24 augustus
- 21h00 UTC Op 250 km ten zuidwesten van Martinique ontstaat tropische depressie 5.

25 augustus
- 21h00 UTC Op 485 km ten zuidzuidwesten van San Juan de Puerto Rico promoveert tropische depressie 5 tot tropische storm Ernesto.

26 augustus
- 09h00 UTC Tropische storm Debby degradeert tot tropische depressie Debby.

27 augustus
- 09h00 UTC Tropische storm Ernesto promoveert op 195 km ten zuidzuidwesten van Port-au-Prince tot orkaan Ernesto.
- 21h00 UTC Orkaan Ernesto degradeert tot tropische storm Ernesto.
- 21h00 UTC Tropische depressie Debby is niet langer een tropische cycloon; de schering heeft haar uitgerekt en georganiseerde diepe convectie onderdrukt. Het National Hurricane Center staakt zijn waarschuwingen betreffende Debby.

28 augustus
- 21h00 UTC Tropische storm Ernesto landt op de Cubaanse kust bij Playa Cazonal, op 30 km ten westen van Guantánamo met windsnelheden tot 74 km/uur.

30 augustus
- 04h00 UTC Tropische storm Ernesto landt in de Florida Keys nabij Plantation Key met windsnelheden tot 74 km/uur.
- 06h00 UTC Tropische storm Ernesto landt in de county Miami-Dade met windsnelheden tot 74 km/uur.

### September
1 september
- 03h30 UTC Tropische storm Ernesto landt bij Long Beach in North Carolina met windsnelheden tot 117 km/uur.
- 15h00 UTC Tropische storm Ernesto degradeert tot tropische depressie Ernesto en met de verwachting, dat Ernesto spoedig zijn tropische kenmerken zal verliezen, staakt het National Hurricane Center zijn waarschuwingen en beschouwingen aangaande Ernesto.

3 september
- 21h00 UTC Op 2455 km ten oosten van de noordelijkste Bovenwindse Eilanden ontstaat tropische depressie 6.

5 september
- 15h00 UTC Tropische depressie 6 promoveert tot tropische storm Florence.

10 september
- 06h00 UTC Tropische storm Florence promoveert tot orkaan Florence.

11 september
- 03h00 UTC Op 845 km ten oostnoordoosten van de noordelijkste Bovenwindse Eilanden ontstaat tropische depressie 7.
- 21h00 UTC Tropische depressie 7 promoveert tot tropische storm Gordon.

12 september
- 15h00 UTC Op 295 km ten zuidzuidoosten van het zuidelijkste Kaapverdische Eiland ontstaat tropische depressie 8.
- 21h00 UTC Orkaan Florence verliest, terwijl zij nog winden van orkaankracht bezit, haar tropische kenmerken en het NHC staakt daarom zijn waarschuwingen en beschouwingen betreffende Florence.

13 september
- 03h00 UTC Tropische storm Gordon promoveert tot Orkaan Gordon.
- 21h00 UTC Orkaan Gordon bereikt de tweede categorie.

14 september
- 03h00 UTC Orkaan Gordon bereikt de derde categorie' en is daarmee de eerste majeure orkaan van het seizoen.
- 03h00 UTC Tropische depressie 8 promoveert tot tropische storm Helene.

16 september
- 15h00 UTC Tropische storm Helene promoveert tot orkaan Helene.

17 september
- 15h00 UTC Orkaan Helene bereikt de tweede categorie.

18 september
- 03h00 UTC Orkaan Helene bereikt de derde categorie.

19 september
- 03h00 UTC Orkaan Gordon bereikt voor de tweede keer de tweede categorie.

20 september
- 03h00 UTC Orkaan Gordon passeert met windsnelheden tot 130 km/uur en een minimale druk van 980 mbar rakelings ten zuiden van het eiland Pico.
- 12h00 UTC Orkaan Gordon degradeert tot tropische storm Gordon.
- 21h00 UTC Orkaan Gordon verliest zijn tropische kenmerken en het NHC staakt daarom zijn waarschuwingen en beschouwingen betreffende Gordon.

23 september
- 03h00 UTC Orkaan Helene degradeert tot tropische storm Helene.
- 12h00 UTC Tropische storm Helene promoveert opnieuw tot Orkaan Helene.

24 september
- 15h00 UTC Orkaan Helene heeft haar transformatie tot extratropische storm voltooid en haar stormveld zakt onder de orkaandrempel. Het NHC staakt het volgen van Helene.

27 september
- 21h00 UTC Op 1035 km ten oostzuidoosten van Bermuda ontstaat tropische depressie 9.

28 september
- 15h00 UTC Tropische depressie 9 promoveert tot tropische storm Isaac.

30 september
- 15h00 UTC Tropische storm Isaac promoveert tot orkaan Isaac.

### Oktober
2 oktober
- 15h00 UTC Orkaan Isaac degradeert tot tropische storm Isaac.
- 21h00 UTC Tropische storm Isaac verliest zijn tropische kenmerken en het NHC staakt daarom zijn waarschuwingen en beschouwingen betreffende Isaac.

### December
1 december
- 00h00 UTC Einde van het Atlantisch orkaanseizoen 2006.

15 december
Het National Hurricane Center publiceert een rapport van een tijdens het seizoen onopgemerkte tropische cycloon. Deze tropische storm zonder naam was actief op 17 en 18 juli.